# Samuel Parry
Samuel Parry (ur. 1892, zm. 3 maja 1918) – walijski as myśliwski okresu I wojny światowej. Odniósł 9 zwycięstw powietrznych. 
Samuel Parry urodził się w Neath w Walii w 1893, Wielka Brytania.
Jako obserwator został przydzielony do No. 62 Squadron RAF, gdzie służył co najmniej od początku 1918 roku.  
Parry pierwsze potrójne zwycięstwo powietrzne odniósł 27 marca 1918 roku nad niemieckim samolotem Albatros D.V razem z pilotem Hugh C. M. Nanglem. Od kwietnia 1918 roku służył razem z Charles Henry Arnisonem. Razem odnieśli 6 zwycięstw powietrznych. Ostatnie potrójne 3 maja w okolicach Armentières. 3 maja ich samolot został zestrzelony Parry zginął w wypadku, a Arnison został lekko ranny.